# Ronde van Lombardije 1969
De Ronde van Lombardije 1969 was de 63e editie van deze eendaagse Italiaanse wielerwedstrijd, en werd verreden op zaterdag 11 oktober 1969. Het parcours leidde van Milaan naar Como en ging over een afstand van 266 kilometer. 
De Nederlander Gerben Karstens kwam als eerste over de streep maar werd gediskwalificeerd vanwege dopinggebruik.
De overwinning ging naar de Belg Jean-Pierre Monseré
De eindzege in de Super Prestige Pernod ging naar de Belg Eddy Merckx.

## Uitslag
| Ronde van Lombardije 1969 |                        |                           |          |
| Plaats                    | Naam                   | Ploeg                     | Tijd     |
| Winnaar                   | Jean-Pierre Monseré    | Flandria-De Clerck-Krüger | 6u38'54" |
| 2                         | Herman Vanspringel     | Mann-Grundig              | z.t.     |
| 3                         | Franco Bitossi         | Filotex                   | z.t.     |
| 4                         | Martin Van Den Bossche | Faema                     | z.t.     |
| 5                         | Raymond Poulidor       | Mercier-Hutchinson-BP     | z.t.     |
| 6                         | Georges Pintens        | Mann-Grundig              | z.t.     |
| 7                         | André Poppe            | Mann-Grundig              | z.t.     |
| 8                         | Raymond Delisle        | Peugeot-Michelin-BP       | z.t.     |
| 9                         | Jan Janssen            | Bic                       | + 0' 19" |
| 10                        | Antoon Houbrechts      | Flandria-De Clerck-Krüger | z.t.     |

1905 · 1906 · 1907 · 1908 · 1909 · 1910 · 1911 · 1912 · 1913 · 1914 · 1915 · 1916 · 1917 · 1918 · 1919 · 1920 · 1921 · 1922 · 1923 · 1924 · 1925 · 1926 · 1927 · 1928 · 1929 · 1930 · 1931 · 1932 · 1933 · 1934 · 1935 · 1936 · 1937 · 1938 · 1939 · 1940 · 1941 · 1942 · 1943 · 1944 · 1945 · 1946 · 1947 · 1948 · 1949 · 1950 · 1951 · 1952 · 1953 · 1954 · 1955 · 1956 · 1957 · 1958 · 1959 · 1960 · 1961 · 1962 · 1963 · 1964 · 1965 · 1966 · 1967 · 1968 · 1969 · 1970 · 1971 · 1972 · 1973 · 1974 · 1975 · 1976 · 1977 · 1978 · 1979 · 1980 · 1981 · 1982 · 1983 · 1984 · 1985 · 1986 · 1987 · 1988 · 1989 · 1990 · 1991 · 1992 · 1993 · 1994 · 1995 · 1996 · 1997 · 1998 · 1999 · 2000 · 2001 · 2002 · 2003 · 2004 · 2005 · 2006 · 2007 · 2008 · 2009 · 2010 · 2011 · 2012 · 2013 · 2014 · 2015 · 2016 · 2017 · 2018 · 2019 · 2020 · 2021 · 2022 · 2023 · 2024 · 2025